# سیلویا بوزمان
سیلویا بوزمان (انگلیسی: Sylvia Bozeman؛ زادهٔ ۱ ژانویهٔ ۱۹۴۷) ریاضی‌دان اهل ایالات متحده آمریکا است.